# Townsend Harris
Pour les articles homonymes, voir Harris.
Townsend Harris, 3 octobre 1804 - 25 février 1878, est un marchand de New York qui occupe également des fonctions politiques. Il est ainsi le premier consul général américain au Japon, où il participe aux négociations en faveur du traité Harris signé en 1856 entre les États-Unis et son pays d'accueil. Il a ainsi la réputation d'être le premier diplomate à être parvenu à ouvrir le Japon à une culture et à un commerce étrangers. Il est aujourd'hui encore une figure emblématique au Japon.
En 1846, Harris parvient à la tête du New York City Board of Education, qu'il préside jusqu'en 1848. C'est pendant cette période qu'il crée le City College of New York.

## À New York
Harris naît dans le village de Sandy Hill (de nos jours Hudson Falls) dans le comté de Washington de l'État de New York. Il déménage tôt à New York même où il devient marchand prospère et importateur en provenance de Chine.
En 1846 Harris rejoint le département de l'Éducation de la Ville de New York dont il est président jusqu'en 1848. Lecteur avide et critique, il apprend lui-même le français, l'italien et l'espagnol. Il fonde la Free Academy of the City of New York, qui devient ultérieurement le City College of New York, afin de fourni une éducation aux travailleurs de la ville. Un lycée portant le nom de Harris, la Townsend Harris High School (en), apparaît rapidement comme une entité distincte du programme d'études de niveau secondaire de la Free Academy; l'école survit jusqu'en 1942 lorsque Fiorello La Guardia la ferme en raison de contraintes budgétaires. La Townsend Harris High School est recréée en 1984 comme une école publique de qualité pour les sciences humaines.

## Commerce
En 1848 il se rend en Californie et durant les six années suivantes effectue des voyages commerciaux vers la Chine et les Indes hollandaise et britannique où il apprend à bien connaître les nombreuses variétés orientales de la nature humaine. Il agit pendant un temps comme vice-consul américain au port de traité chinois de Ningbo.

## Traité Harris de 1856 avec le Siam
Harris, bien que désireux de se rendre à son nouveau poste au Japon, passe d'abord à Bangkok pour mettre à jour le traité Roberts (en) de 1833. Dans son audience formelle avec le second roi, Phra Pin Klao, anglophone et ouvert à l'Occident, Harris indique la position de l'Amérique :

« Les États-Unis ne détiennent pas de possessions en Orient, ni n'en désirent. La forme de gouvernement interdit la possession de colonies. Les États-Unis ne peuvent donc pas être un objet de jalousie vis-à-vis d'une quelconque puissance orientale. Les relations commerciales pacifiques, qui donnent autant qu'elles bénéficient, est ce que le président souhaite établir avec le Siam, et tel est l'objet de ma mission. »

La finalisation du traité Bowring (en) de 1855 de l'empire britannique retarde Harris d'un mois mais il a seulement à négocier des points mineurs pour en faire le traité Harris de 1856.
Remodelé en « traité d'amitié, de commerce et de navigation », ces modifications accordent aux Américains des droits extra territoriaux en plus de ceux accordés dans le traité Roberts. Stephen Matoon, missionnaire américain qui est intervenu en tant que traducteur, est nommé premier consul américain au Siam,.

## Au Japon

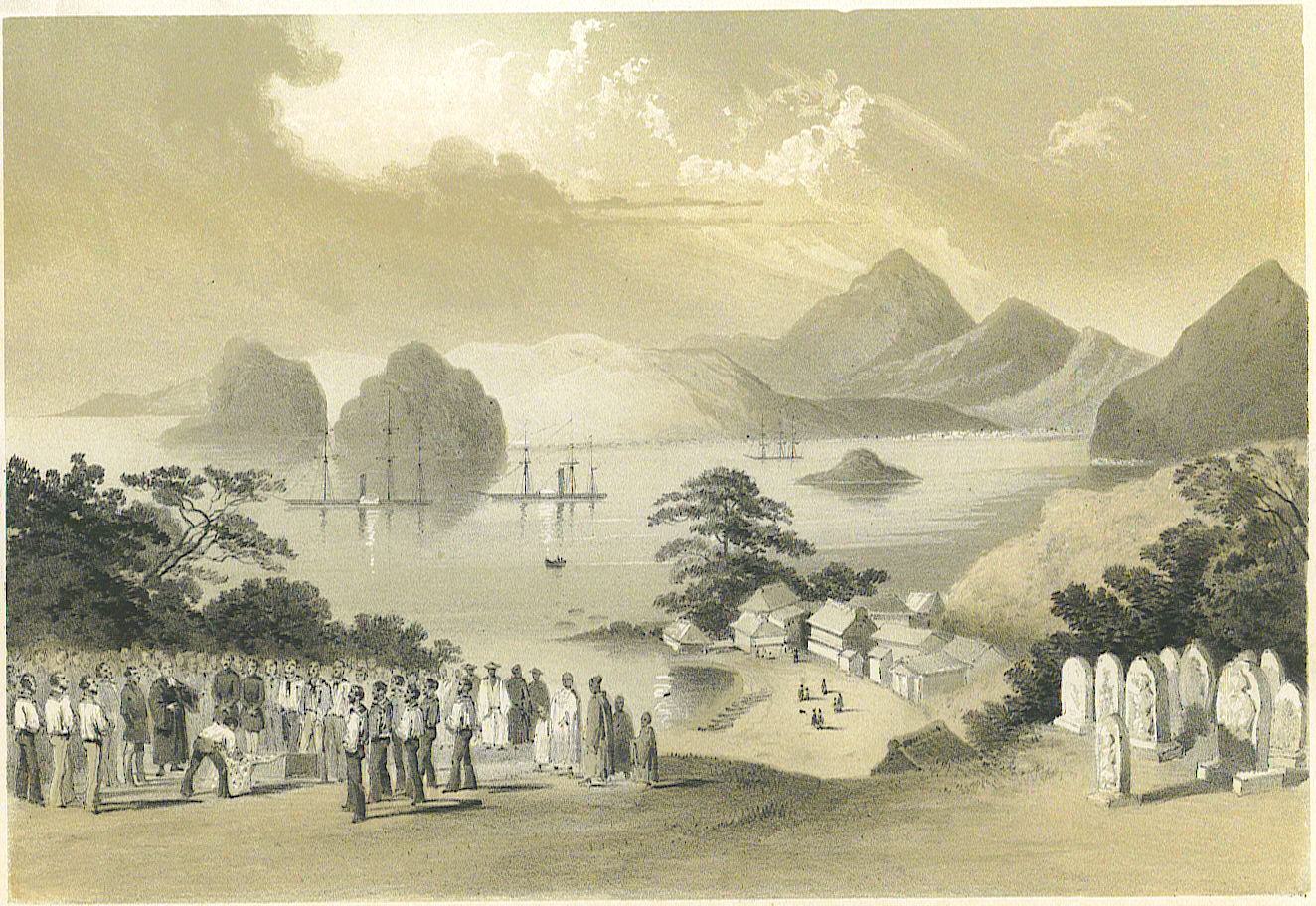
Lithographie de Shimoda vu du cimetière américain en regardant en direction du port, lithographie de Wilhelm Heine (1856).

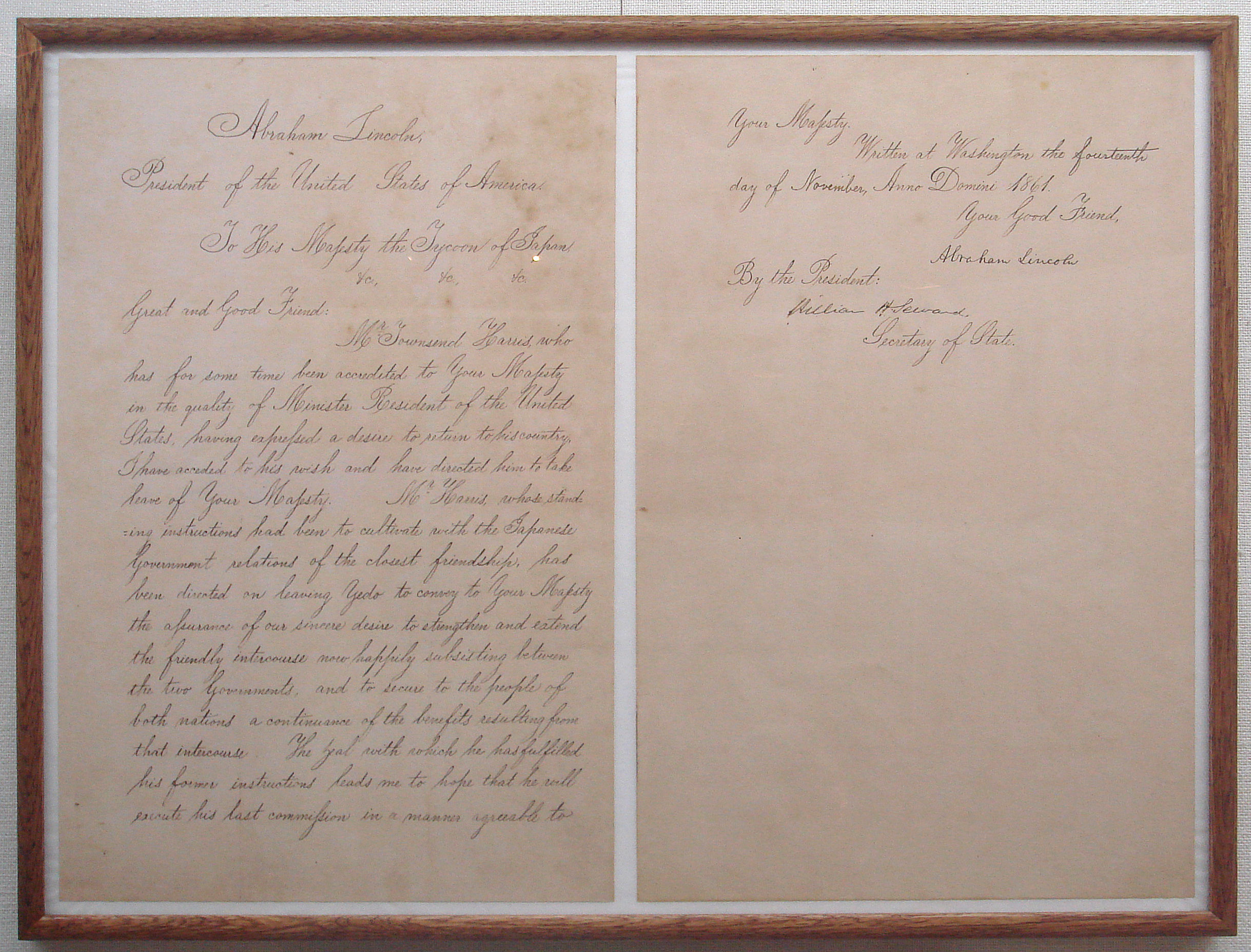
Lettre d'Abraham Lincoln au Taikun Tokugawa Iemochi annonçant le départ de Townsend Harris. 14 November 1861.

Le président Franklin Pierce nomme Harris premier consul auprès du Japon en juillet 1856 où il inaugure le premier consulat américain au Gyokusen-ji dans la ville de Shimoda de la préfecture de Shizuoka peu de temps après que le commodore Perry a ouvert le commerce entre les E.U et le Japon en 1854.

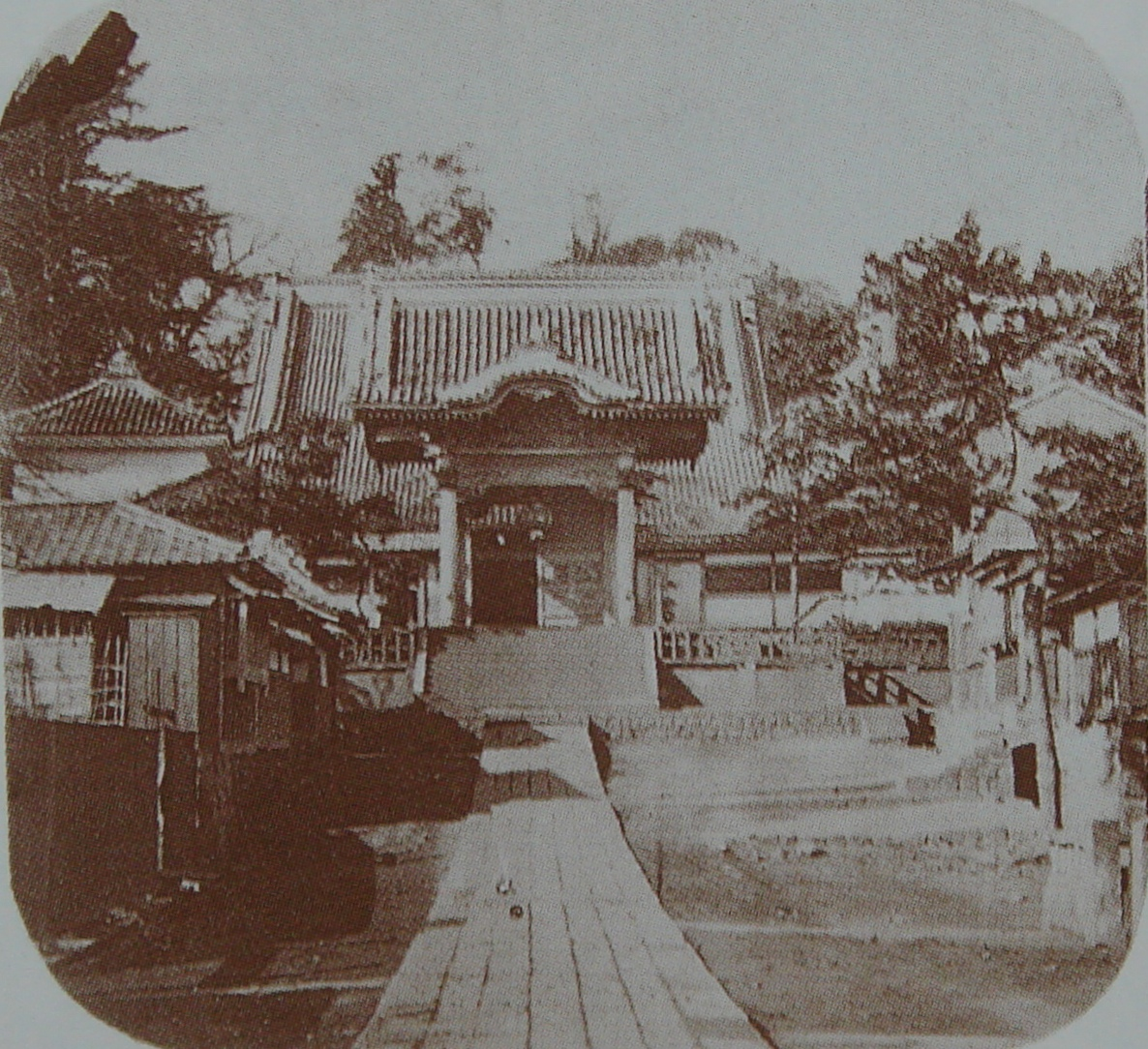
Townsend Harris reloge la délégation américaine au Zenpuku-ji à partir de 1859 à la suite de la signature du traité d'amitié et de commerce.

Harris exige la courtoisie due à un envoyé accrédité et refuse de livrer la lettre de son président à quiconque mais au shogun à Edo (actuelle Tokyo), et à lui personnellement. Après de longues négociations qui durent 18 mois, Harris reçoit enfin une audience personnelle du shogun dans son palais. Après quatre mois supplémentaires, il négocie avec succès le traité d'amitié et de commerce ou le « traité Harris de 1858 » qui sécurise le commerce entre les États-Unis et le Japon et ouvre la voie à une plus grande influence occidentale dans l'économie et la politique du Japon.
Harris rentre aux États-Unis en 1861. « Après son départ, le diplomate japonais principal Moriyama lui écrit : « Vous avez été plus qu'un ami. Vous avez été notre bienfaiteur et enseignant. Votre esprit et votre mémoire vivront pour toujours dans l'histoire du Japon ».
Harris est favorablement impressionné par ses expériences au Japon à la fin de sa période d'isolement auto-imposé. Il écrit : « Les gens ont tous l'air propre et bien nourris... et bien vêtu et heureux. Cela semble le plus un âge d'or de simplicité et d'honnêteté que j'ai jamais vu dans un autre pays ».
Selon une légende persistante, Harris adopte une geisha de 17 ans appelée Okichi (お吉 ()) dont le véritable nom est Kichi Saitou (ja:斎藤きち, Saitou Kichi). La légende veut qu'elle a été fortement incitée à une relation par les autorités japonaises puis mise à l'écart après le départ de Harris, pour finalement se suicider en 1892. Toutefois, il semble qu'Okichi était simplement une des femmes de ménage de Harris et la Kodansha Encyclopedia affirme que Harris l'a renvoyée après seulement trois jours de travail.

## Postérité

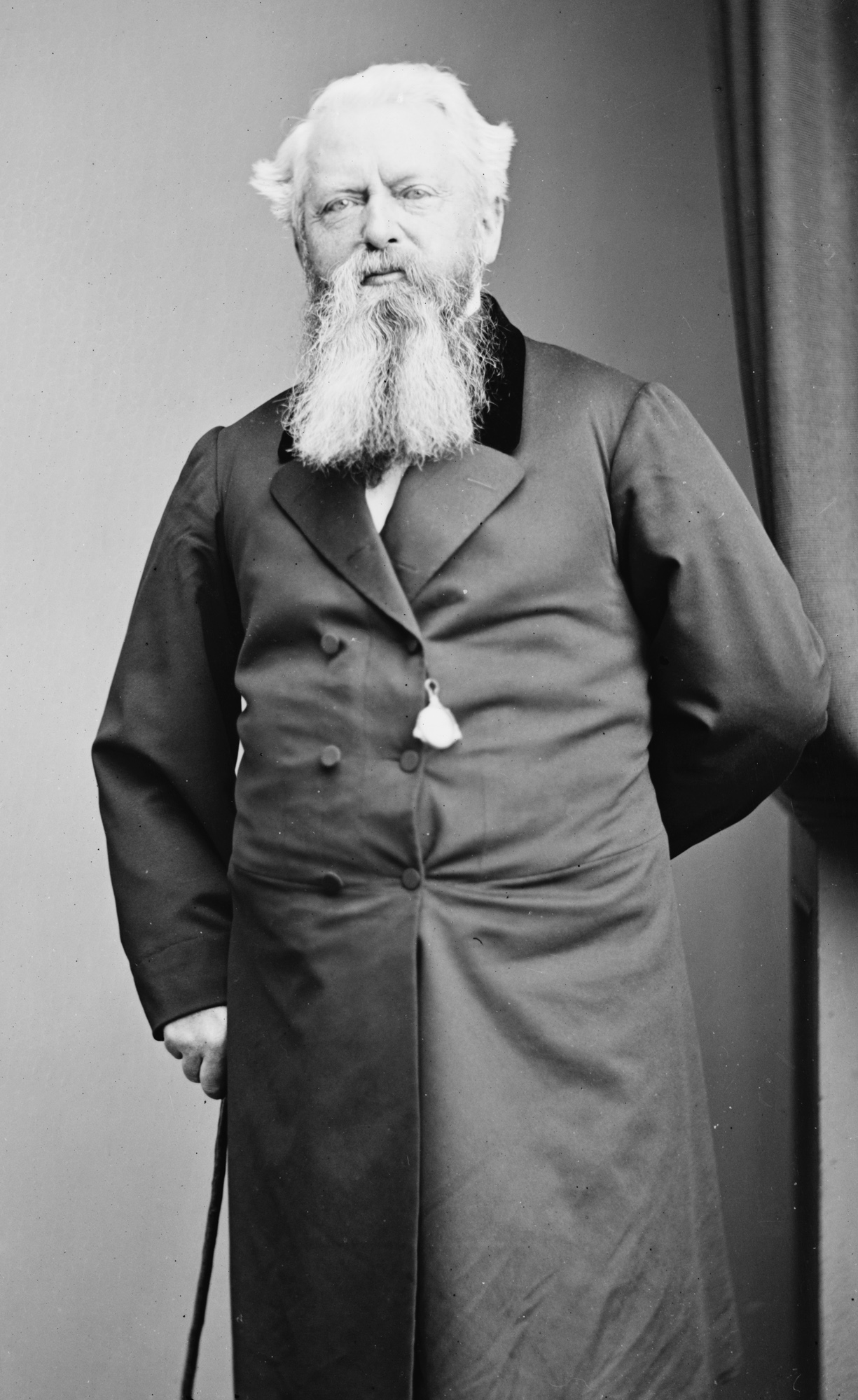
Townsend Harris âgé.

Dans un entretien accordé au New York Times en 1874 à l'écrivain William Elliot Griffis récemment rentré du Japon, sa première question est : « Que pensent de moi les Japonais? ». Masao Miyoshi affirme dans son livre As We Saw Them: The First Japanese Embassy to the United States (1860) que le mode de vie contraignant de Townsend Harris comme ambassadeur au Japon « a à jamais moulé l'ouvreur du Japon en ermite » pour le reste de sa vie alors qu'il vit à New York.
Harris est enterré au cimetière de Green-Wood à Brooklyn, New York. En 1986, le Japon offre une tombe rénovée avec des pavés, une lanterne de pierre, un cerisier, un arbre de cornouiller et deux pierres commémoratives en témoignage du respect continu et de l'affection du peuple japonais pour Harris.

## Dans la culture populaire

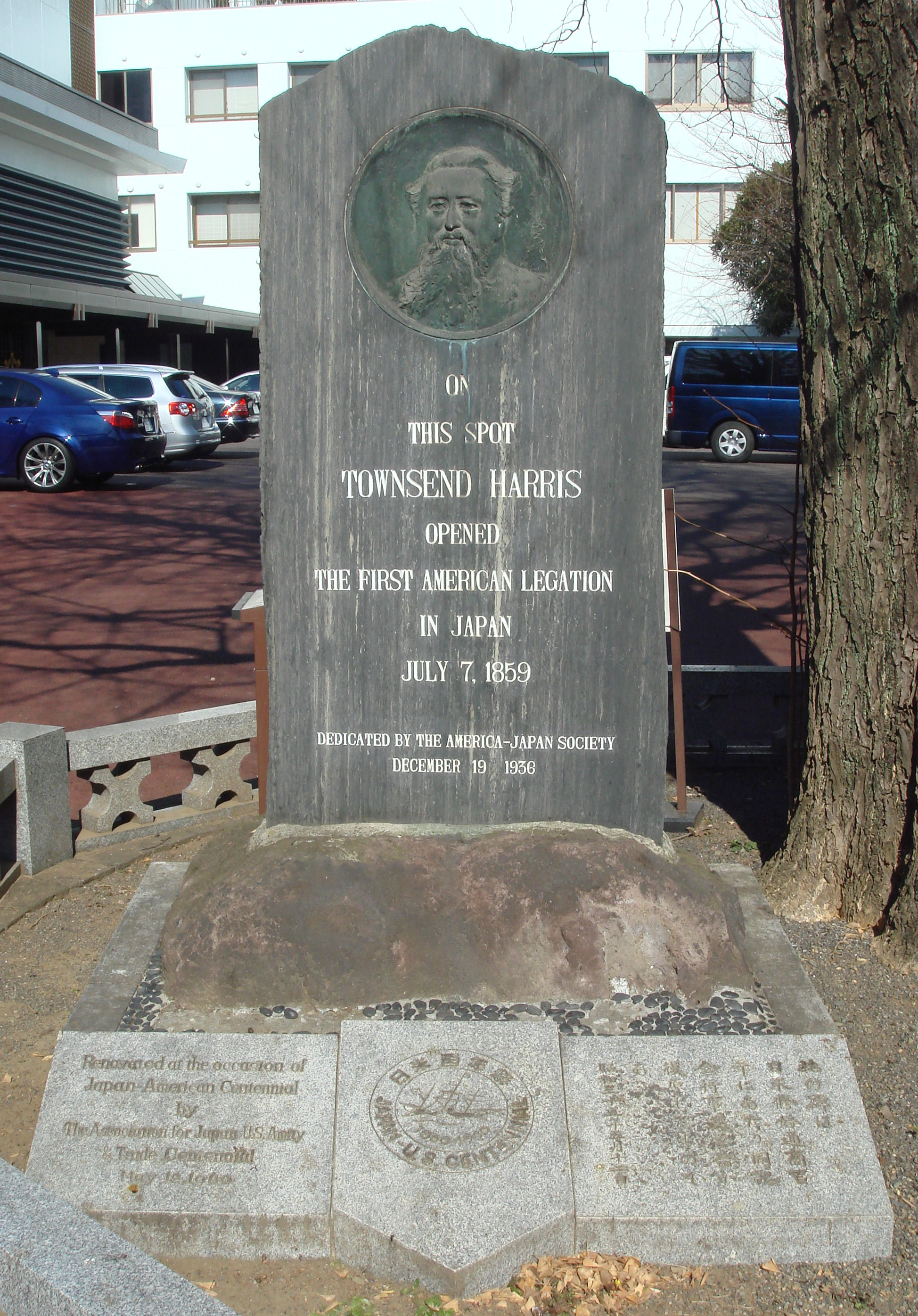
Monument en l'honneur de Townsend Harris au Zenpuku-ji.

Harris est interprété par Kaichi Yamamoto dans le film L'Étrangère Okichi  de Kenji Mizoguchi sorti en 1930. 
Harris est interprété par John Wayne dans le film Le Barbare et la Geisha réalisé en 1958 par John Huston. Bien que l'intrigue principale traitant de la tentative de Harris de parvenir à la détente entre les États-Unis et le Japon est globalement exacte, l'intrigue secondaire à propos de l'histoire d'amour entre Harris et Okichi relève pour l'essentiel de la fiction.
Harris apparaît aussi comme le personnage principal de plusieurs épisodes de l'anime satirique japonais dérivé du manga homonyme, Gag Manga Biyori (en) comme un homme désespéré avec un fort accent, tenter d'éclipser l'arrivée du Commodore Perry dans un bateau à coque noire en 1853 tandis qu'il travaille aux préparatifs de la finalisation du traité de paix et de commerce.
Harris est mentionné par un dignitaire japonais en visite dans l'épisode Le Seizième cousin de la série télévisée L'Homme à la carabine.
Harris paraît dans le 47e taiga drama de la NHK Atsuhime (en) sous les traits de l'acteur Blake Crawford. On le voit également dans le 52e taiga drama, Yae no Sakura.
La chanson populaire japonaise Okichi Monogatari (histoire d'Okichi) est un tube pour la chanteuse Hagoromo Amatsu (ja:天津羽衣, Amatsu Hagoromo) en 1960.
Harris est l'un des personnages de la serie manga "l'arbre au soleil" du maitre mangaka Osamu Tezuka qui relate la restauration de Meiji.

## Source de la traduction
- (en) Cet article est partiellement ou en totalité issu de l’article de Wikipédia en anglais intitulé « Townsend Harris » (voir la liste des auteurs).